# Kazakstans damlandslag i basket
Kazakstans damlandslag i basket representerar Kazakstan i basket på damsidan. Laget deltog första gången i asiatiska mästerskapet 1994.

### Fotnoter
1. ↑  ”Women Basketball XV Asia Championship 1994 Sendai (JPN)- 22.04-01.05 Winner South Korea” (på engelska). Sport Statistics. 12 mars 1994. Arkiverad från originalet den 3 mars 2016. https://web.archive.org/web/20160303234742/http://todor66.com/basketball/Asia/Women_1994.html. Läst 29 juni 2015.